# Pozuelo de Aragón
Pozuelo de Aragón (aragónul Pozuelo d'Aragón) település Spanyolországban,  Zaragoza tartományban. Pozuelo de Aragón Alberite de San Juan, Magallón, Pedrola, Rueda de Jalón és Fuendejalón községekkel határos. Lakosainak száma 249 fő (2024).

## Népesség
A település népessége az utóbbi években az alábbiak szerint változott:
| Lakosok száma | 338  | 338  | 334  | 341  | 327  | 299  | 281  | 296  | 263  | 249  |
|               | 2001 | 2004 | 2007 | 2009 | 2012 | 2014 | 2017 | 2019 | 2022 | 2024 |